# Evan Dando
Evan Griffith Dando (Boston, 4 marzo 1967) è un cantautore e chitarrista statunitense, famoso per essere il leader dei Lemonheads, gruppo rock autore di alcuni dischi molto importanti per l'ambiente underground degli anni novanta.

## Biografia
Evan Dando nasce nel 1967 a Boston, nel Massachusetts, da una modella e un avvocato (che divorzierranno 11 anni dopo). Negli anni ottanta si avvicina alla musica hardcore punk, innamorandosi in particolare di gruppi come Hüsker Dü e Replacements che riuscivano ad addolcire la furia tipica del genere con sonorità rock, acustiche e psichedeliche. Frequenta la Commonwealth School di Boston e poi lo Skidmore College, ma abbandona la scuola per intraprendere la carriera di musicista.
Nel 1986 fonda i Whelps insieme al compagno di scuola Ben Deily (alla batteria) e Jesse Peretz (al basso). Insieme suonano pezzi punk rock e nel 1987 cambiano nome in Lemonheads. La loro prima registrazione si intitola Laughing All the Way to the Cleaners. Scritturati dall'etichetta discografica locale Taang!, i Lemonheads pubblicano gli album Hate Your Friends, Creator e Lick. Dando e Deily condividono il songwriting e anche il ruolo di cantante fino al 1989 quando quest'ultimo lascia la band dopo un tour europeo a supporto dell'album Lick.
Dando ingaggia dunque il batterista David Ryan, con cui produce, nel 1990, l'album Lovey, che vende appena 30 000 copie. Dando decide di dare una svolta alla situazione negativa volando in Australia, per scrivere alcune canzoni con gli amici Nic Dalton e Tom Morgan. Questi pezzi formano la base di It's a Shame About Ray, l'acclamato album che conduce i Lemonheads al successo. Il successo della band coincide con un avvicinamento a sonorità più dolci mainstream, mettendo da parte le influenze punk della prima fase della carriera dei Lemonheads.
La sigla sociale cui è stato legato per oltre dieci anni viene sciolta nel 1996 (dopo il disco "Car Button Cloth") e permette a Dando di dare il via ad una tanto auspicabile quanto scarna di titoli carriera solista. Il vero esordio arriva nel 2000, quando, libero da problemi di droga - eroina, soprattutto - che lo hanno tormentato per tutto il decennio precedente, gira i palchi degli Stati Uniti con una chitarra acustica e un bagaglio di cover. Questo tour viene immortalato nel disco "Live at the Brattle Theatre/Griffith Sunset" (2001). Nello stesso periodo, Dando si unisce a James Iha (chitarrista fondatore di The Smashing Pumpkins e membro degli A Perfect Circle) e Melissa Auf Der Maur (ex-Hole, ex-Smashing Pumpkins, autrice di un disco solista nel 2004) nel progetto The Virgins, di cui non sono segnalati passi discografici.
Il primo vero disco di canzoni arriva nel 2003. "Baby I'm Bored", scritto assieme al cantante australiano Ben Lee e con ospiti del calibro dei Giant Sand, è un disco di pop acustico dove Evan Dando sembra dare fondo a tutte le sue paure e i suoi guai, esorcizzando la sua passata esperienza di droga e apparendo quindi speranzoso verso il futuro (emblematica la canzone All My Life).
È l'unica tappa significativa del suo escursus solista, difatti, nel 2005 Dando rispolvera la sigla Lemonheads - assieme a Karl Alvarez e Bill Stevenson, ovvero la sezione ritmica dei Descendents - per un tour mondiale e un nuovo album che vede la luce nel 2006

## Vita privata
Durante il periodo di pausa dai Lemonheads e prima dell'avvio della carriera solista, Dando nel 1998 si lega sentimentalmente alla top-model Elizabeth Moses. La coppia convola a nozze nel 2000 ma la loro unione dura fino al 2010. In questi anni la Moses ha un importante ruolo nella ripartenza della carriera del marito e figura nei credits di alcuni album del periodo come assistente alla produzione.

## Discografia base
- 2001 - Live at the Brattle Theatre/Griffith Sunset (EMI)
- 2003 - Baby I'm Bored (Setanta)